# Ескобар I (Техас)
Ескобар I (англ. Escobar I) — переписна місцевість (CDP) в США, в окрузі Старр штату Техас. Населення — 324 особи (2010).

## Географія
Ескобар I розташований за координатами 26°24′52″ пн. ш. 98°58′1″ зх. д. / 26.41444° пн. ш. 98.96694° зх. д. (26.414452, -98.967011).  За даними Бюро перепису населення США в 2010 році переписна місцевість мала площу 0,16 км², уся площа — суходіл.

## Демографія
Згідно з переписом 2010 року, у переписній місцевості мешкали 324 особи в 68 домогосподарствах у складі 60 родин. Густота населення становила 1997 осіб/км².  Було 81 помешкання (499/км²).
Расовий склад населення:
| - 98,8 % — білих - 1,2 % — корінних американців |

До двох чи більше рас належало 0,0 %. Частка іспаномовних становила 89,2 % від усіх жителів.
За віковим діапазоном населення розподілялося таким чином: 50,6 % — особи молодші 18 років, 46,3 % — особи у віці 18—64 років, 3,1 % — особи у віці 65 років та старші. Медіана віку мешканця становила 17,7 року. На 100 осіб жіночої статі у переписній місцевості припадало 89,5 чоловіків;  на 100 жінок у віці від 18 років та старших — 79,8 чоловіків також старших 18 років.